# Konstantin Georgijewitsch Schabanow
Konstantin Georgijewitsch Schabanow (russisch Константин Георгиевич Шабанов, engl. Transkription Konstantin Shabanov; * 17. November 1989 in Pskow) ist ein russischer Hürdenläufer, der sich auf die 110-Meter-Distanz spezialisiert hat.
2010 schied er bei den Leichtathletik-Europameisterschaften in Barcelona im Vorlauf aus.
Bei den Leichtathletik-Halleneuropameisterschaften in Paris und den Leichtathletik-Hallenweltmeisterschaften in Istanbul wurde er über 60 m Hürden jeweils Fünfter.
2011 und 2012 wurde er russischer Hallenmeister über 60 m Hürden.

## Persönliche Bestzeiten
- 50 m Hürden (Halle): 6,47 s, 14. Februar 2012, Liévin
- 60 m Hürden (Halle): 7,52 s, 12. Februar 2012, Karlsruhe
- 110 m Hürden: 13,35 s, 24. Juni 2011,	Jerino